# Maria de Borgonya
Maria de Borgonya (Brussel·les 1457 - Bruges 1482), duquessa de Borgonya, Brabant i Limburg; Comtessa de Flandes, d'Hainaut i d'Holanda (1477-1482), l'última de la dinastia Valois en regnar a Borgonya.

## Orígens familiars
Nasqué el 13 de febrer de 1457 a Brussel·les sent l'única filla del duc Carles I de Borgonya i la seva segona esposa Isabel de Borbó. Era neta per línia paterna de Felip III de Borgonya i Isabel de Portugal, i per línia materna de Carles I de Borbó i Agnès de Borgonya.

## Projectes de matrimoni
L'esterilitat de la tercera esposa de Carles el Temerari provocà que Maria de Borgonya esdevingués la plus grande héritière de son temps (en català: la més gran hereva del seu temps). Per aquest motiu Maria esdevingué una dona molt apreciada en el seu temps i tingué diversos pretendents:
El 1462 el rei Joan II d'Aragó demanà la mà de Maria de Borgonya, una donzella de cinc anys, per al seu fill, el futur Ferran el Catòlic.
El 1469 Maria de Borgonya demanà la mà de Carles de Valois, germà petit del rei Lluís IX de França. Aquest demanà llavors al Papa Pau II que no fos concedida la dispensa necessària per poder contraure matrimoni. Tot i les queixes del rei francès el Papa li concedí el permís al príncep francès. Llavors el rei recordà al seu germà petit el jurament de fidelitat i li recordà que qualsevol fill nascut del matrimoni no seria validat com a hereu. Posteriorment el mateix rei Lluís IX demanà la mà de Maria per al seu fill d'un any: Nicolau de Lorena, duc de Lorena i Bar

## Ascens al Ducat de Borgonya
Com a única filla del duc de Borgonya, Carles el Temerari, va heretar el ducat a la mort de Felip III el 1477. El rei Lluís XI de França va aprofitar el moment inicial de debilitat de Maria de Borgonya per ocupar algunes places com la Picardia i Artois, així com la mateixa Borgonya.
El 10 de febrer del mateix any promulgà a Gant, amb la finalitat d'expulsar els francesos, una carta de privilegis anomenada El Gran Privilegi, per la qual concedia govern propi als comtats de Flandes, d'Hainaut i d'Holanda i el ducat de Brabant, els primers estats constituents dels Països Baixos.

## Núpcies i descendents
Es va casar el 18 d'agost de 1477 a Gant amb el futur emperador Maximilià I d'Habsburg. D'aquesta unió nasqueren:
- l'infant Felip el Bell (1478-1506), rei de Castella pel seu casament el 1496 amb Joana I de Castella
- la infanta Margarida d'Habsburg (1480-1530), casada el 1497 amb l'infant Joan d'Aragó i el 1501 amb el duc Filibert II de Savoia

## Herència i mort
El fill gran de Maria i Maximilià I, Felip el Bell, heretà el títol de duc de Borgonya però tan sols amb el domini directe dels Països Baixos i el Franc Comtat. Tot i la pèrdua de territori, fins i tot de la mateixa regió de Borgonya, els reis hispànics de la Dinastia Habsburg continuaran mantenint el títol de Duc de Borgonya.
Maria de Borgonya va morir a la ciutat de Bruges, com a conseqüència d'una caiguda de cavall, el 27 de març de 1482.